# Death Cab for Cutie
Death Cab for Cutie američki je indie-sastav osnovan u Bellinghamu 1997. godine. Do sada su izdali devet studijskih albuma, dva digitalna albuma te jedan live album.

## Diskografija

### Studijski albumi
- 1998. – Something About Airplanes
- 2000. – We Have the Facts and We're Voting Yes
- 2001. – The Photo Album
- 2003. – Transatlanticism
- 2005. – Plans
- 2008. – Narrow Stairs
- 2011. – Codes and Keys
- 2015. – Kintsugi
- 2018. – Thank You for Today
- 2022. –  Asphalt Meadows

### Digitalni albumi
- 2005. – iTunes Originals – Death Cab for Cutie
- 2023. – Asphalt Meadows (Acoustic)

### Live albumi
- 2014. – Live 2012
- 2021. – Live at The Snowbox

## Vanjske poveznice
- Službena stranica (engl.)

### Ostali projekti
|  | Zajednički poslužitelj ima još gradiva o temi Death Cab for Cutie |